# Irmãs da Cruz

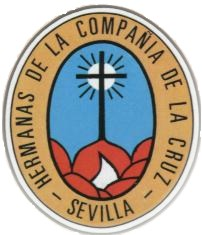
Hermanas de la Cruz

A Companhia da Cruz é uma congregação religiosa católica. Essas freiras são conhecidas como Irmãs da Cruz. Foi fundada em Sevilha, Andaluzia, Espanha, em 2 de agosto de 1875 por Santa Ângela de la Cruz. Foi aprovada por São Pio X em 1904.

## História

### Fundação

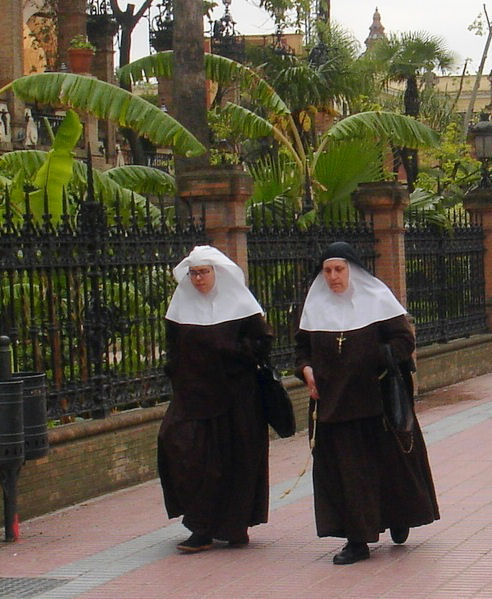
Irmãs da Cruz.

Foi fundada em 2 de agosto de 1875 pela Irmã Ângela de la Cruz. Seu primeiro convento foi na rua San Luis de Sevilla.  Eles tinham o objetivo de levar uma vida religiosa e ajudar os necessitados. 
Irmã Ângela considerava São Francisco de Assis seu pai espiritual e desejava alcançar esses níveis de humildade diante de Deus. 
Em 1º de outubro, eles se mudaram para uma casa alugada, número 8, Calle Hombre de Piedra. A casa foi abençoada pelo pároco de San Lorenzo, Beato Marcelo Spínola y Maestre. No Natal de 1875, o arcebispo Luis de la Lastra y Cuesta providenciou para que usassem o hábito para expressar seus votos. Este foi desenhado por Santa Ângela: castanho, com escapulário do mesmo tecido, cordão como o dos franciscanos, gorro branco e, como calçado, simples alpercatas.
Em 2 de fevereiro de 1876, Torres solicitou a aprovação do arcebispado da Companhia da Cruz, "uma piedosa congregação de senhoras".  O arcebispo deu sua aprovação em 5 de abril.  Em julho de 1876, a Santa Sé autorizou-os a celebrar a missa e a guardar a Eucaristia em sua casa da Companhia da Cruz e em qualquer outra que fundassem. 
No inverno de 1877, eles ajudaram durante uma epidemia de varíola e também ajudaram nas favelas atingidas pela tuberculose no final do século XIX.
Graças às doações de vários benfeitores, entre os quais o arcebispo, as freiras adquiriram uma nova casa localizada na rua Cervantes, 12. Eles se mudaram para a nova sede em 15 de dezembro de 1881. 
Em 3 de dezembro de 1887, a comunidade de Sevilha mudou-se para uma nova sede, na rua Alcázares, hoje Santa Ángela de la Cruz. A capela do convento foi abençoada pelo Arcebispo Ceferino González. 
Em 1890, o arcebispo Benito Sanz y Forés pediu à irmã Angela e ao padre Rodríguez que obtivessem a aprovação da Santa Sé para as regras da ordem. 
No dia 21 de abril, Irmã Ângela e Irmã Adelaide de la Cruz foram recebidas por São Leão XIII no Vaticano. O papa ficou satisfeito, abençoou o instituto e abençoou a ambos. 
Em 10 de dezembro de 1898, Leão XIII assinou um "decreto de louvor" da Companhia da Cruz. O arcebispo traduziu o decreto do latim para o espanhol e o entregou à Companhia da Cruz. Foi celebrado na Casa Mãe com a exposição do Santíssimo Sacramento e o canto do Te Deum. Chegaram cartas de todos os conventos expressando sua alegria pelo evento.  Pio X aprovou este instituto religioso em 25 de junho de 1904.  
A Santa Sé aprovou as regras em 14 de julho de 1908.  
A Congregação que ele fundou vive em grande austeridade, cuidando dos enfermos e necessitados.

### Desenvolvimento e novas bases
Ao longo de sua história, destacou-se no cuidado de doentes, pobres e órfãos.  
Em 1877 fundaram um convento em Utrera e, desde então, fizeram outras fundações na Andaluzia, Extremadura, Ilhas Canárias, Madrid, Galiza, Comunidade Valenciana e Castela-La Mancha.
Em 2008, o número de irmãs era próximo a mil, estendendo sua caridade a outros países como Argentina ou Itália, enquanto o noviciado foi na cidade de Sevilha, que viu o nascimento e a morte de sua fundadora.

### Visita de João Paulo II
Em 5 de novembro de 1982, São João Paulo II veio a Sevilha. Foi a primeira vez que um papa visitou esta cidade. Em uma esplanada do bairro de Los Remedios, foi celebrada uma missa massiva e a beatificação da Irmã Ângela de la Cruz. No auditório havia o altar de prata da Catedral de Sevilha e um quadro da Irmã Ângela pintado naquele ano por Antonio Dubé de Luque. São João Paulo II fez uma longa homilia na qual revisou a vida e as virtudes da irmã Ângela. Na cerimônia de beatificação, os ''Seis'' dançaram diante do papa. O evento contou com a presença de meio milhão de pessoas.

### Canonizações de Irmã Angela de la Cruz e Irmã María de la Purísima
Angela de la Cruz foi canonizada em 4 de maio de 2003.
Em 18 de setembro de 2010, Madre María de la Purísima, que foi Madre Geral da Companhia entre 1977 e 1998, foi beatificada. Sua cerimônia de canonização, presidida pelo Papa Francisco, aconteceu em Roma em 18 de outubro de 2015.

## Atividades
Suas atividades são:
- Visitar idosos e enfermos que precisam de cuidados em suas casas, ajudando-os nas tarefas domésticas e de limpeza diárias. Auxilie-os tanto no campo material quanto no espiritual.[25]
- Atender pessoas sem recursos que vão às casas das Irmãs da Cruz em busca de ajuda ou de alimento.
- Residências para idosos.
- Colégio interno para crianças órfãs.